# Сугоняко Олександр Леонідович
Олександр Леонідович Сугоняко (нар. 8 січня 1958, Шостка, Сумська область) — український політик, народний депутат, голова Соціал-демократичної партії з 31 жовтня 2017 року.

## Освіта
У 1982 році закінчив Харківський юридичний інститут за спеціальністю «Правознавство».

## Трудова діяльність
- Електро слюсар по експлуатації КІПІА цеху КІП та автоматики
- Служба у повітряно-десантних військах Одеського військового округу
- Навчання в Харківському юридичному інституті
- Стажер на посаду слідчого прокуратури Конотопського району
- Слідчий прокуратури Конотопського району
- Старший слідчий прокуратури, Конотоп
- Старший слідчий прокуратури, Суми
- Інструктор організаційного відділу Зарічного райкому Комуністичної партії м. Суми
- Інженер по організації управління виробництва ВНІІАЕН
- Юрист на ВНІІ АЕН
- Віцепрезидент концерну «Укрбудінвест»
- Заступник голови виконкому, начальник управління комунальної власності та приватизації
- Віцепрезидент адвокатської компанії «ЛЕКС»
- Директор ТОВ "ЕПФ «Канон»
- Голова правління ГО «Сумська міська спілка правників»
- Виконуючий обов'язки генерального директора ВАТ "ЕПФ «Канон»
- Голова правління ГО «Сумська міська спілка правників», приватний підприємець
- Начальник юридичного департаменту ТОВ «Еко-Енергія»
- Народний депутат України (Блок Порошенка)
- Голова Соціал-демократичної партії

## Громадсько-політична діяльність
Делегат I, II та IV Світового конгресу українських юристів. Голова Сумської міської спілки правників.
Був депутатом Сумської міської ради з 1990 по 1994 рік.
Активний учасник Майданів 2004 та 2013-14 рр.
Начальник Головного управління юстиції у Сумській області з червня по листопад 2014 року. На позачергових парламентських виборах 2014 р. обраний народним депутатом від мажоритарного округу № 158 (частина Сум, Сумський, Краснопільський, Білопільський район Сумської області). Увійшов до складу фракції «Блок Петра Порошенка». З 6 грудня 2014 року керував Сумською обласною організацією партії «Удар». У серпні 2015 р. більшість обласної організації «Удару» не підтримала об'єднання партії із партією «Блок Петра Порошенка» — «Солідарність». Разом із більшістю Олександр Сугоняко покинув лави «Удару» і приєднався до «Партії простих людей Сергія Капліна». У вересні 2015 року був обраний головою Сумської обласної організації «Партії простих людей Сергія Капліна». Після реорганізації «Партії простих людей Сергія Капліна» в Соціал-демократичну партію, став одним з лідерів політичної сили, ввійшовши в політраду та ставши заступником лідера Соціал-демократичної партії Сергія Капліна. У жовтні 2017 року був обраний головою Соціал-демократичної партії.

## Особисте життя
Одружений, має чотирьох дітей.